# Takifugu flavidus
Takifugu flavidus és una espècie de peix de la família dels tetraodòntids i de l'ordre dels tetraodontiformes.

## Morfologia
- Els mascles poden assolir 35 cm de longitud total.[5][6]

## Hàbitat
És un peix marí i de clima temperat.

## Distribució geogràfica
Es troba a Àsia: el Mar Groc i el nord del mar de la Xina Oriental.

## Observacions
No es pot menjar, ja que és verinós per als humans.